# Tứ giác nước
Tứ giác nước là vùng đất được giới hạn bởi 4 cạnh đều là sông, theo truyền thống người cổ là nơi phù hợp để sinh sống và hoạt động nông nghiệp. Tứ giác nước là một khái niệm được sử dụng nhiều trong văn hóa, địa lý và nông nghiệp, đặc biệt khái niệm này phản ánh tư duy sông nước của người Việt cổ truyền trong quá trình xây dựng các kinh đô cổ Việt Nam như Cổ Loa, Hoa Lư, Thăng Long, Huế và nhiều đô thị cổ khác như phố Hiến, phố cổ Hội An,... Theo đó, các kinh đô cổ và đô thị cổ trên đều được giới hạn bao bọc bởi bốn con sông hoặc nhánh sông mà chúng tạo thành 4 cạnh tự nhiên của tứ giác nước.

## Một số tứ giác nước văn hóa
- Tứ giác nước Thăng Long: Giáo sư Trần Quốc Vượng đã phát hiện ra các cửa ô chính ngày trước của thủ đô đều là cửa nước, ví dụ Ô Cầu Giấy nằm ở ngã ba sông Tô Lịch - sông Kim Ngưu, ô Đồng Lầm ở ngã ba sông Kim Ngưu - sông Sét, Ô Đống Mác ở ngã ba sông Kim Ngưu - sông Lừ, Ô Bưởi ở ngã ba Tô Lịch - Thiên Phù... Như vậy, các chợ ven đô - hay chợ ô nằm ở các cửa nước của thành Ngoại. Đấy là nơi giao lưu kinh tế văn hóa giữa giữa nội thành với vùng ngoại thành rộng lớn ở châu thổ sông Hồng và đấy đều là chợ bến - chợ búa, chợ ở ngã ba sông, trên bến dưới thuyền tấp nập... Tứ giác nước Thăng Long có sông trước là sông Hồng, sông sau là sông Tô Lịch và sông Kim Ngưu:

Nhị Hà quanh Bắc sang Đông
Kim Ngưu, Tô Lịch là sông bên này
- Tứ giác nước Hoa Lư: tứ giác nước Hoa Lư được bao bọc bởi bốn con sông. Phía đông là sông Đáy, tây là sông Bến Đang, nam là sông Vân và phía bắc là sông Hoàng Long. Sông Đáy là sông lớn nhất chảy phía đông, là sông trước của kinh thành, sông Bến Đang là sông sau còn các sông Hoàng Long và sông Vân là 2 sông bên của kinh đô xưa. Sông Sào Khê chảy dọc kinh thành nối 2 sông bên với nhau như một đường trung bình của tứ giác nước này. Vùng tứ giác nước Hoa Lư rộng lớn ôm trọn lấy kinh đô Hoa Lư rộng 13 Km2, ngoài ra tại các cửa nước có nhiều di tích quan trọng khác của Hoa Lư như Dục Thúy Sơn, hệ thống kho cũ nhà Đinh ở Ninh Giang, dấu tích cổng thành xưa và các đền thờ Vua Đinh ở Sơn Lai, Gia Sinh.
- Tứ giác nước Cổ Loa: Xung quanh Cổ Loa, một mạng lưới thủy văn dày đặc đã được tạo ra, thành một vùng khép kín, thuận lợi cho việc xây dựng căn cứ thủy binh hùng mạnh. Sông Thiếp – Ngũ Huyền Khê - Hoàng Giang thông với sông Cầu ở Thổ Hà, Quả Cảm (Hà Bắc) thông với sông Hồng ở Vĩnh Thanh. Người xưa lại xây thành bên cạnh con sông Hoàng để dùng sông này vừa làm hào bảo vệ thành vừa là nguồn cung cấp nước cho toàn bộ hệ thống hào vừa là đường thủy quan trọng. Sông Hoàng được dùng làm hào thiên nhiên cho thành Ngoại ở về phía Tây Nam và Nam. Phần hào còn lại được đào sát chân tường thành từ gò Cột Cờ đến Đầm Cả. Con hào này nối với hào của thành Trung ở Đầm Cả và Xóm Mít, chảy qua cửa Cống Song nối với năm con lạch có hình dáng như bàn tay xòe, và với một nhánh của con lạch này, nước chảy thông vào vòng hào của thành Nội. Thuyền bè đi lại dễ dàng trên ba vòng hào để đến trú đậu ở Đầm Cả hoặc ra sông Hoàng và từ đó có thể tỏa đi khắp nơi. Theo truyền thuyết, An Dương Vương thường dùng thuyền đi khắp các hào rồi ra sông Hoàng.
- Tứ giác nước Huế: Nhà Nguyễn chọn vùng đất Phú Xuân bên bờ sông Hương làm nơi định đô lâu dài. Nơi đây, có dòng sông Hương chảy qua trước mặt làm yếu tố minh đường, xung quanh lại có các con sông Bạch Yến, sông Gia Hội bao bọc che chở bảo vệ cho Kinh thành. Sông Kim Long nguyên trước đây cũng chảy phía sau Kinh thành Phú Xuân. Năm 1803, khi Gia Long mở rộng Kinh đô thì một đoạn sông nằm phía trong Kinh Thành. Đoạn còn lại chảy qua phường Kim Long ở thượng lưu và phường Phú Hiệp, Phú Cát ở hạ lưu có tên là sông Lấp.

## Một số tứ giác nước trong nông nghiệp
- Tứ giác Long Xuyên: là một vùng đất hình tứ giác thuộc Vùng đồng bằng sông Cửu Long trên địa phận của ba tỉnh thành Kiên Giang, An Giang và Cần Thơ. Bốn cạnh của tứ giác này là biên giới Việt Nam-Căm pu chia, vịnh Thái Lan, kênh Cái Sắn và sông Bassac (sông Hậu).
- Tứ giác Bắc Hưng Hải: là một hệ thống kênh, đập, trạm bơm, đê điều nhằm phục vụ việc tưới tiêu và thoát ứng cho một vùng tứ giác nước được giới hạn bởi sông Hồng ở phía Tây, sông Đuống ở phía Bắc, sông Thái Bình ở phía Đông, và sông Luộc ở phía Nam. Mỗi tỉnh thành Hà Nội, Bắc Ninh, Hưng Yên và Hải Dương đều có một phần địa bàn của mình trong tứ giác này. Vì thế hệ thống thủy lợi này được đặt tên là Bắc Hưng Hải.